# Літятинський потік
Літятинський потік (пол. Litiatyński potok) — річка в Україні у Тернопільському районі Тернопільської області. Ліва притока річки Золотої Липи (басейн Чорного моря).

## Опис
Довжина річки 11,53 км, найкоротша відстань між витоком і гирлом — 7,35  км, коефіцієнт звивистості річки — 1,57 . Формується багатьма безіменними струмками та загатами. Річка частково каналізована.

## Розташування
Бере початок на південно-східній околиці села Літятин та на північно-східних схилах гори Соколичі (419,9 м). Спочатку тече переважно на північний захід через село, далі тече переважно на південний захід через село Базниківку і у селі Божиків впадає у річку Золоту Липу, ліву притоку Дністра.

## Цікаві факти
- У селі Літятин понад річкою проходить автошлях Т 2004[2] (автомобільний шлях територіального значення в Тернопільській області. Проходить територією Бережанського, Підгаєцького та Монастириського районів).
- Річка тече поміж горами Визша (407,1 м), Голиці (365,3 м) та листяним лісом[3].